# Mezzo (entorno de escritorio)
Mezzo es un entorno de escritorio creado por Jason Spisak. Adicionado a la distribución linux llamada SymphonyOS, que posee una nueva forma de presentar los datos para el usuario. Mezzo usa FVWM como gestor de ventanas.
Mezzo se deshace de conceptos estándar como "El escritorio en un carpeta" y sistemas de menús jerarquizados, presentando toda la información necesaria directamente al usuario, desde el escritorio principal, y cuatro objetivos para las tareas y archivos relacionados con el Sistema, Programas, Archivos y Papelera. Esto intenta simplificar el escritorio. 
Originalmente sólo estaba disponible para la distribución linux Symphony OS, pero Mezzo está disponible como un paquete .deb para otras distribuciones basadas en Debian. El diseño de Mezzo tiene también influencias de otros proyectos, particularmente del escritorio Kuartet, el cual está construido sobre KDE usando Superkaramba y Python para el renderizado de diseños similares de la Interfaz gráfica de usuario.